# Boutonneuse-Fieber
Das Boutonneuse-Fieber ist eine von Zecken übertragene Infektionskrankheit, die durch Bakterien verursacht wird. Die Krankheit ist auch unter den Bezeichnungen Marseille-Fieber und Mittelmeer-Zeckenfleckfieber bekannt.

## Ursache
Die Krankheit wird vom Bakterium Rickettsia conorii ausgelöst, das zur Gruppe der Rickettsien gehört. Übertragen wird der Erreger von der Braunen Hundezecke (Rhipicephalus sanguineus). Diese kann auf den Menschen übergehen, befällt aber hauptsächlich, wie der Name sagt, Hunde.

## Vorkommen
Das Boutonneuse-Fieber kommt im Gebiet um das Mittelmeer und das Schwarze Meer, in Sibirien, Indien, Zentral- und Südafrika vor, wobei in Afrika südlich der Sahara das durch Rickettsia africae verursachte Afrikanische Zeckenbissfieber vorherrschend ist. Neuerdings wurde R. conorii durch Tourismus mit Hund gebietsweise mit der Hundezecke eingeschleppt.

## Verlauf
Im ersten Stadium bildet sich ein blauer Fleck um die Einstichstelle. Nach spätestens 9 Tagen bekommt der Infizierte hohes Fieber, das bis zu zwei Wochen anhalten kann und mit Kopf-, Glieder- und Rückenschmerzen einhergeht. Schmerzhaft geschwollene Lymphknoten im Bereich der Bissstelle sind häufig anzutreffen. Darauf folgt schließlich ein Exanthem, insgesamt verläuft die Infektion aber normalerweise gutartig.

## Behandlung
Der Patient wird mit Tetracyclinen behandelt.